# Spanyolország demokratikus átmenete

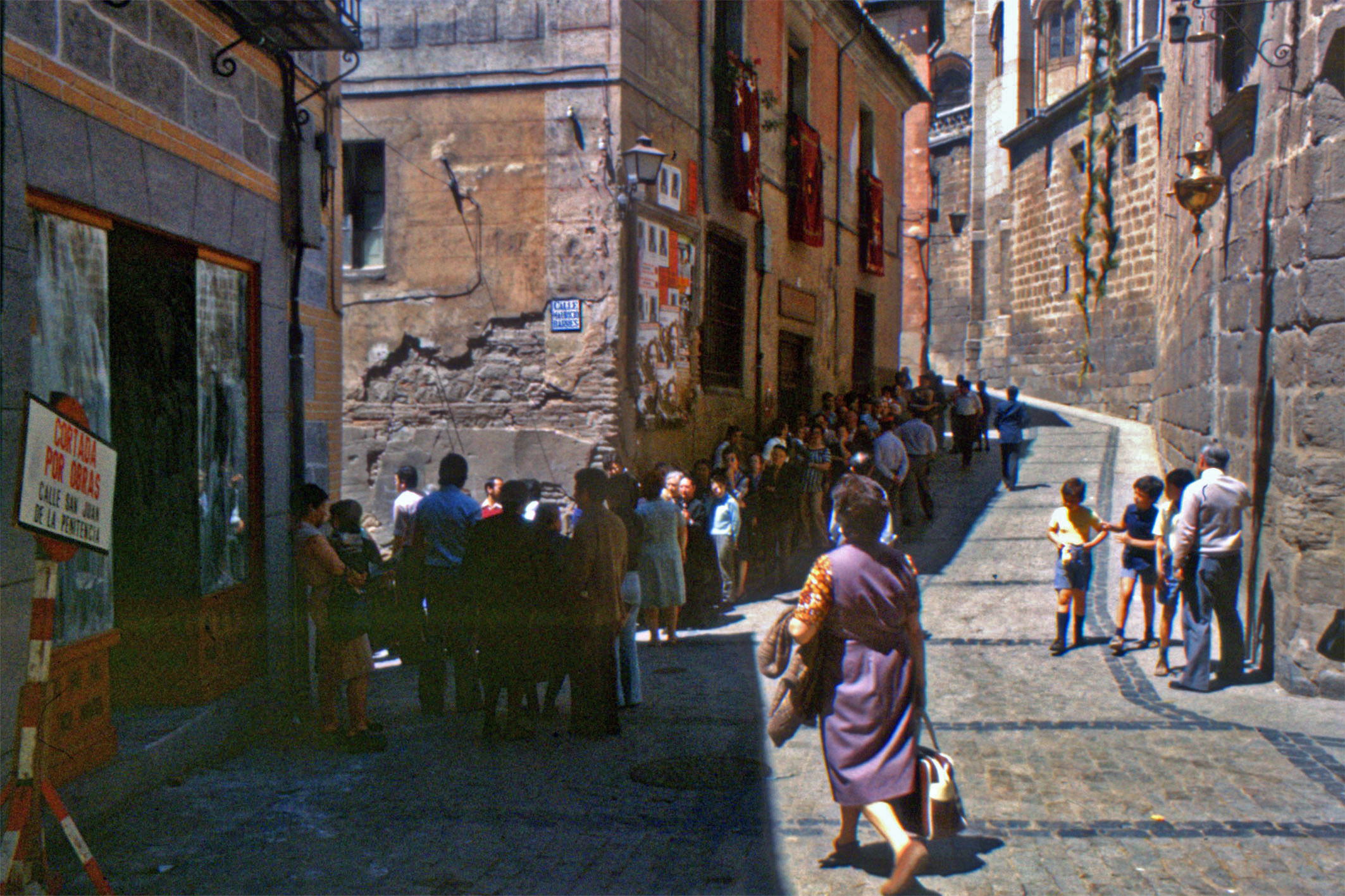
Sorban álló szavazók egy toledói szavazóhelyiség előtt

Spanyolország demokratikus átmenete (spanyolul: Transición española a la democracia magyarul szó szerint: Spanyol átmenet a demokráciába, röviden: La Transición) a modernkori spanyolországi történelem egy szakasza, amely 1975-ben kezdődött.  Az átmenet folyamán Franco 1975-ös halálával a francoista diktatúrát Spanyolország egy parlamenti demokráciára és alkotmányos monarchiára váltotta le.
1975. november 20-án meghalt Francisco Franco, aki a spanyol polgárháború vége óta vezette Spanyolországot katonai diktatórikus rendszerben. Franco halála után a francoista politikai elit a diktatúra intézményét akarta megreformálni az akkor létező törvények szerint. De az 1977-es polgárháború után első, szabad választás után a társadalmi és politikai nyomásnak eleget téve népszavazás útján új alkotmányt léptettek életbe 1978-ben.
A következő évek az autónom közösségek és regionális kormányok megalakulásáról, az elszaporódó terrorizmusról, a csendőrpuccskísérletről és gazdasági problémákról szóltak.
Habár a spanyol demokratikus átmenetre gyakran úgy hivatkoznak, hogy békés volt, az akkoriban más, mediterrán országokban Görögországban és Portugáliában lezajló demokratizálódási folyamatokhoz képest sokkal határozottabban volt jelen a politikai erőszak: szeparatista, szélsőbaloldali és szélsőjobboldali terrorszervezetek is játszottak szerepet.
A történészek a mai napig megosztottak abban, mikor ért véget az átmenet. Egyesek szerint az 1977-es választással, mások szerint az alkotmány 1978-as elfogadásával. Vannak akik szerint a meghiúsult 1981-es csendőrpuccsal és mások szerint a Spanyol Szocialista Munkáspárt 1982-es választási győzelmével ért véget az átmenet.

## Carlos Arias Navarro-kormány
A király Franco halála után nem jelölt ki új mininszterelnököt, hanem meghagyta az 1973-ban kinevezett Carlos Arias Navarrót. Navarro eleinte nem tervezett reformokat a francoista rendszerben. A Mozgalom Nemzeti Tanácsában bejelentette, hogy a kormányának a célja, hogy a francoista-rendszer folytatódjon, úgy hogy a "demokráciát spanyol módon" valósítsa meg. Azt hitte, hogy a politikai változásoknak korlátozottnak kell lennie.
A reform program javaslattevője a Franco-korszak egykori információs és turisztikai minisztere, Manuel Fraga volt. Fraga programjának a célja, hogy egy olyan "liberális demokrácia" jöjjön létre, amely "összehasonlítható a nyugat-európai országokéval". A reform része volt a francoista alaptörvények változtatása is.
Ahhoz hogy a reformokat meg lehessen valósítani, szükség volt a francoizmus keményvonalas, szélsőjobboldali szárnya, a "bunker" támogatására, akiknek a Francoista Törvényhozásban és a Falangeban jelentős befolyásuk volt. Szükség volt még a spanyol hadsereg, a Vertikális Munkásunió illetve a francoizmus demokratikus ellenzékének a támogatására is. Az ellenzéken belül a Spanyol Kommunista Pártnak volt jelentős szerepe, akik ekkoriban még emigrációban működtek és szervezték a pártot, hiszen még illegálisak voltak Spanyolország területén.
Javaslatot tettek, hogy a Spanyol Alaptörvény három fejezetét módosítsák, ám a konkrét módosításokat a Kormány és a Mozgalom Nemzeti Tanácsának tagjaiból álló vegyes bizottságnak kellett meghatározni. Ezt a lépést Adolfo Suarez és Torcuato Fernández-Miranda javasolta. Az egyik alaptörvény, amit módosítottak a gyülekezési és társulási törvény, amelyet 1976. május 25-én hagytak jóvá, innentől a kormány engedélyével lehetett tüntetéseket szervezni. Ugyanezen a napon Suárez támogatásával a "politikai szervezetek alapításáról szóló törvény" módosítását is jóváhagyták. A szavazás előtti parlamenti beszédében Adolfo Suarez kifejtette, hogy "ha Spanyolország sokszínű, akkor a törvényhozásnak nem kéne elutasítani a módosítást". Suarez reformokért tett közbelépése a falangisták és a pártelit körében sokkolóan hatott, I. János Károly király esetében is, aki viszont ekkor döntött úgy, hogy Suárezt nevezi ki miniszterelnöknek pár hónapon belül.
Az Arias-Fraga fémjelezte reform június 11-én bukott meg, amikor a törvényhozás nem szavazta meg a Spanyol Büntetőtörvénykönyv azon passzusának módosítását, amivel a Falange-párttagság és a velük való együttműködés bűncselekménynek mínősült volna. A törvényhozás tagja hevesen elutasították, hogy a Kommunista Pártot legálissá tegyék. Szándékukban állt beterjeszteni egy törvénytervezetet, amivel be lehetett volna tiltani politikai pártokat amelyek "nemzetközi fenyegetést jelentenek". Fraga törvénytervezetének megszavazása, amely a törvényhozás átalakításáról és a királyi utódlásról szólt, mind elbuktak. Fraga terve volt, hogy egy kétkamarás parlamenti rendszer jöjjön létre.

## Adolfo Suaréz első kormánya (1976-1977)
Torcuato Fernández-Miranda, A Királyi Tanács elnöke, három személyt javasolt a királynak, mint miniszterelnök-jelölt. A király Adolfo Suarézt választotta Arias Navarro helyére, mert úgy vélte Suaréz szembe tud nézni, a nehéz politikai kihívásokkal, ami a politikai változások velejárója volt. Suáreztől a legfőbb elvárás az volt, hogy rábeszélje a törvényhozást – amelynek csak francoista tagjai voltak – , hogy bontsák le a francoista-rendszer intézményrendszerét. Suárez 1976. július 3-án lett a miniszterelnök.
Miniszterelnökként az alábbi programokat hirdette meg:
- A politikai reform törvényének kidolgozása, amelyet egyszer a törvényhozásnak, utána a spanyol népnek kell népszavazás útján megszavazni. Megszavazás esetén útnyílna a szabad parlamenti választásoknak, amivel Spanyolországban demokrácia születne meg.
- Siker esetén demokratikus választásokat szeretne megtartatni 1977 júniusában.

A politikai reform törvényének a megszavazásához Suáreznek meg kellett győznie az ellenzéket is. 1976 júliusában Torcuato Fernández-Miranda, a Francoista Törvényhozás elnöke benyújtott a reformról szóló törvénytervezetet, amit a Suárez-kormány 1976 szeptemberében jóváhagyott. Azért viszont, hogy út nyíljon a parlamentáris demokrácia megteremtésében, ez a törvény önmagában kevés volt, hisz a francoista államberendezkedés ezzel nem szűnt meg, amely komoly akadályt képezett a demokrácia létrejövetelében. Ahhoz, hogy a francoizmus megszűnjön, a törvényt a Cortesnek, a francoista törvényhozásnak is meg kellett szavaznia. Fernández-Miranda elnöklésével 1976 novemberében 425 igen, 59 nem és 13 tartózkodás mellett megszavazta a törvényhozás a reformtörvényt.
Suarez-kormány népszavazásra bocsátotta a reformtörvény kérdését, amit 1976. december 15-én tartottak meg Spanyolországban. 77.7%-os részvétel mellett, a választók 94%-a a reformtörvény mellett szavazott. Az eredmény utat adott a parlamenti választások megtartására, amivel a cél az alkotmányozó törvényhozás megválasztása.

### Suarez-kormány és az ellenzék
Súraez számos olyan politikai intézkedést hozott meg, amely hiteles politikussá tette: 1976 júliusában politikai amnesztiát hirdetett kormánya 400 bebörtönzött rab esetén, amit kiterjesztett még 1977 márciusában. Fontos lépésként a sztrájkjog 1977 márciusában legálissá vált, valamint a szakszervezetek alapításához való jogot 1977 nyarán vezették be. Ugyancsak márciusban bevezetésre került egy új választási törvény amely lehetőséget adott a szabad, parlamenti választásoknak.
Emellett Suárez folyamatosan tartotta a kapcsolatot az ellenzéki csoportokkal és mozgalmakkal. 1976 augusztusában találkozott többször Felipe Gonzálesszel, aki a Spanyol Szocialista Munkáspárt főtitkára volt. A kapcsolatuk baráti volt, komoly politikai támogatást jelentett ez Suárez politikai céljainak az elérésében. A demokratizálódási folyamat egyik legnehezebb kérdése és problémája volt a Spanyol Kommunista Párt legalizálása, amelynek ekkoriban sokkal több támogatója és nagyobb társadalmi bázisa volt mint az összes többi ellenzéki csoportosulásnak.
A kommunisták a reformtörvényt antidemokratikusnak tartották és fontosnak tartották hogy az alkotmányozó törvényhozást egy olyan kormány megválasztásával hozzák létre, amelyben az ellenzék tagjai vannak.
A kommunistákkal való viszonyt alapvetően megváltoztatta az 1977-es atochai mészárlás. A mészárlás során a kommunista szakszervezet, Munkásbiztottság tagjait a madridi Atochában található irodában agyonlőtték szélsőjobboldali terroristák.

### Terrorizmus megjelenése
Ebben az időszakban a terrorizmus elharapozódott az országban. Baszkföld – amelyet keményen elnyomott a francoista rendszer – politikai zűrzavarba keveredett. Habár a Suárez-kormány számos baszk politikai fogolynak biztosított amnesztiát, a helyi rendőrség és a tüntetők közötti feszültség egyre erősebb volt. 1978 és 1980 között az ETA terrorszervezet a legtöbb halálos merényletet követte el.
A maoista GRAPO (Október 1-je Antifasiszta Ellenálló Csoportok) szélsőbaloldali terrorszervezet bombatámadásokat hajtott végre közterületeken, valamint a rezsim két legfontosabb emberét elrabolta: José María de Oriol y Urquijót, az Államtanács elnökét valamint Villaescusa ezredest, a Katonai-Igazságügyi Legfelsőbb Tanács elnökét. Az elrablásuk alatt válaszul, a neofasiszta Apostoli Antikommunista Szövetség terrorszervezet tagjai, végrehajtotta az atochai mészárlást.

## Választások és az alkotmány

### 1977-es választások
1977 júniusában hosszú időn sor került az első szabad, parlamenti választásokra. A választásokon az alábbi eredmények születtek:
- Demokratikus Közép Uniója (UCD): 34.61%
- Spanyol Szocialista Munkáspárt (PSOE): 29.27%
- Spanyol Kommunista Párt (PCE): 9.38%
- Népi Szövetség (AP): 8.33%

A választásokon helyi szinten a Baszk Nacionalista Párt és a Demokratikus Paktum Katalóniáért pártok is sikert értek el, amivel hosszú idő után a baszkoknak és katalánoknak is politikai képviselete lett.
A választások eredményeképpen Adolfo Suárez alakított kormányt, emellett felállt az alkotmányozó törvényhozás is. 1977 augusztusában állt neki a törvényhozás, az alkotmány-tervezet kidolgozásának.

### Amnesztia-törvény
1977. október 15-én az immáron alkotmányozó törvényhozás megszavazta az 1977. október 15. napi 46-os törvényt az amnesztiáról (spanyolul: Ley 46/1977, de 15 de octubre, de Amnistía, röviden: Ley de Aminstía) , amelyet I. János Károly király aláírásával, október 17-én léptettek életbe.
A törvénynek köszönhetően számos olyan politikai fogoly szabadulhatott ki, aki a Franco-rendszer ellenségének számított emellett a törvény biztosította, emellett a törvény 1-es cikkelye szerint az a személy részesülhetett amnesztiában, aki
- a) 1976. december 15-e előtt bárminemű politikai szándékból elkövetett bűncselekményt követett el
- b) 1976. december 15-e és 1977. június 15-e között akik az a) bekezdés szerint politikai bűncselekményt követtet el, de ezen időszak alatt elősegítette a köz szabadságának létrejöttét illetve Spanyolország népeinek az autonómia iránit jogos követeléseit érvényre juttatta.
- c) 1977. október 6-a előtt bárminemű és természetű politikai szándékból olyan bűncselekményt követett el, amely nem testi sértés és személy ellen elkövetett erőszak. [6]

A törvényt számos kritikával illetik manapság. A legfőbb kritika, hogy a törvény politikai védelmet nyújt a Franco-korszakban elkövetett súlyos emberjogi sértések kivizsgálásával szemben. 2012-ben az ENSZ Menekültügyi Főbiztossága kérte az amnesztia törvény hatályon kívül helyezését, mert megsérti a Nemzetközi emberi jogi törvényeket. A szervezet azért foglalt állást a hatályon kívül helyezés mellett, mert a nemzetközi emberi jogok törvénye szerint az emberiség elleni bűncselekményeknek nincsen elévülési ideje.

### Moncloai Paktum
1978-ban pedig a kormány, ellenzék és a szakszervezetek összefogásával megszületett a Moncloai Paktum. Ez a paktum három területet foglalt magában: politikai, gazdasági és társadalmi ügyeket. Politikai megállapodásként sajtószabadság, véleménynyilvánítás szabadságát rögzítették valamint a politikai szervezetek alapításának jogát.
Gazdasági kérdésekben a gazdasági társaságot alapításának jogát írta elő valamint cselekvési terveket írt elő a munkanélküliség és infláció kezelésére a paktum.
Társadalmi kérdésekben a paktum a női jogok terén komoly változásokat hozott: nem büntették többé a nőket a házasságon kívüli szexért valamint a házasságtörésért sem.

### Alkotmány
1978. december 6-án népszavazást tartottak az alkotmányról, ami mellett szavazott a többség.

## 1979-es választások és a kormány
Az új alkotmány nyomán Spanyolországban egy kétkamarás parlamenti rendszer jött létre, amiben a Képviselőház és a Szenátus lettek a törvényhozás házai. Az alkotmány nyomán 1979 márciusában ismét parlamenti választásokat tartottak. A választáson ismét a Demokratikus Közép Uniója győzött, a Spanyol Szocialista Munkáspárt a második, a Spanyol Kommunista Párt harmadik lett. Az április önkormányzati választáson számos jelentősebb várost a szocialisták és a kommunisták nyertek el, ami mindenképp új helyzetet teremtett a belpolitikában.
A párt számos tagja egykor a francoizmus reform szárnyához tartozott, ám konzervatív beállítottságúak voltak és nem akartak komolyabb változásokat hozni. Az új politikai helyzetben 1980-ban bizalmatlansági indítványt indítottak Adolfo Súarez miniszterelnök ellen, de nem sikerült Súarezt megbuktatni. A kormánynak a második olajárrobbanás miatti gazdasági válsággal és munkanélküliséggel is meg kellett küzdenie.
A PSOE ráadásul fordulatot vitt véghez: elvetette a marxizmus értékeit és a szociáldemokrácia felé közeledve, egy balközép párttá vált, a volt francoista Manuel Fraga vezette Népi Szövetség a mérsékelt jobbközép fele közeledve, hátat fordított a francoista múltnak. Ezzel a centrista Demokratikus Közép Uniója, és Súarez politikailag légüres térbe került.

### Párt szakadások és lemondás
A párton belül a kezdetek óta voltak törésvonalak, ám az alkotmány megírásáig nem voltak jelentősek. 1980 és 1981 között jelentős pártszakadások mentek végbe a kormánypárton belül: először a katalán nacionalisták, utána az andalúz regionalisták, majd számos kereszténydemokrata és liberális párt is kilépett. A növekvő belső feszültségek és a pártszakadások miatt 1981 februárjában Adolfo Súarez lemondott miniszterelnöki posztjáról, utódja Leopoldo Calvo Sotelo lett.

### Autonóm közösségek
A Spanyol Alkotmány 151-es cikkelyének értelmében 1980-ban népszavazás útján megszavaztatta és életbe léptette Katalónia és Baszkföld régiók a jogállásukról szóló státusztörvényt, amivel lehetőség teremtődött az első regionális választásra. Ennek következménye lett, hogy megjelentek az UCD kihívóiként, a regionalista pártok (Baszk Nacionalista Párt, Konvergencia és Unió) megjelentek amivel az UCD pártnak, komoly veszteségei keletkeztek. 1981-ben Galíciában is megszavazták a saját régiójuk jogállásáról szóló státusztörvényt.

### 1981-es csendőrpuccs
Súarez lemondását követően, 1981. február 23.-án a Képviselőház üléstermébe berontott Antonio Tejero a Guardia Civil ezredese, 200 csendőrrel. A Képviselőházban épp szavazni készültek, amikor a csendőrezredes berontott és a mennyezetre lövöldözött. Tejero ezután felment a házelnöki pódiumra és felszólította a benntartózkodó képviselőket hogy ne mozduljanak meg.
Ezzel egy időben Valenciában Jaime Milans del Bosch ezredes vezetésével tankok jelentek meg az utcán és szükségállapotot hirdetettek a városban.
I. János Károly király az események hatására a TVE 1-es csatornáján beszédet intézett a néphez, melyben a király elítélte a puccskísérletet és a demokrácia mellett állt ki.

## 1982: Calvo-Solteo kormány
Calvo-Sotelo 1981-1982 közötti kormányázása alatt két esemény történt ami alaposan megtépázta az UCD szavazó bázisát: az 1981-es olajszindróma, aminek keretében illegálisan használták fel az ipari repceolajat, amit emberi fogyasztásra alkalmas olajként hozattak be. Az olaj fogyasztása miatt 20 ezer ember szenvedett ételmérgezést, több mint 600-an pedig belehaltak. 1981-ben a válás dekriminalizálása miatt az UCD konzervatív szárnya és a Katolikus Egyház is tiltakozott, ez Francisco Fernández Ordóñez igazságügy miniszter lemondásához vezetett.
1982-ben a kormány tárgyalásokat kezdett az ország NATO csatlakozásáról, amit a Felipe González vezette PSOE ellenzett és ígéretet tett, hogy kormányra kerülés esetén népszavazást ír ki a NATO-csatlakozásról. A csatlakozást még az UCD-párttag Súarez is ellenzte, így a kormányon belül is ellentétek alakultak ki.
Az 1981-es galíciai regionális választáson a jobbközép Népi Szövetség győzött, 1982-es andalúziai regionális választáson a PSOE győzött fölényesen. 1982 júliusában a pártszakadások és miatt, hogy az 1983-ig lezáródó ciklus végéig nem lesz parlamenti többsége a kormánynak, Calvo-Sotelo bejelentette hogy előrehozott választásokat indítanak 1982. október 28-án.

### 1982-es választások
A választásokra 1982. október 28-án került sor, ahol a részvétel 79.92%-os, 1977 óta ez volt a legmagasabb részvételi arány. A választáson a Felipe González vezette Spanyol Szocialista Munkáspárt a szavazatok 48.1%-kal győzött. Ezzel a párt a Képviselőházban abszolút többséget szerzett, a 350-ből 202 mandátumot. A második helyen a Manuel Fraga vezette Népi Szövetség győzött, amely 107 mandátumot szerzett. A korábban a mérsékelten francoista párt, teljesen szakított a Franco-korszak ideológiájával és jobbközép párt lett belőle.
A választás abszolút vesztese a Demokratikus Közép Uniója lett, amely elvesztett 152 mandátumát. A szavazóik a szocialistákra és a Népi Szövetség pártokra szavaztak, amellyel gyakorlatilag megszűnt a párt politikai mozgástere.
Felipe González alakíthatott kormányt, mely kormány volt az első a spanyol polgárháború óta aminek tagjai, nem politizáltak a Franco-korszak idején illetve az első baloldali, szociáldemokrata kormány lett.

## Ajánlott irodalom
- Josep Colomer. Game Theory and the Transition to Democracy. The Spanish Model, Edward Elgar, 1995.
- Daniele Conversi. 'The smooth transition: Spain's 1978 Constitution and the nationalities question', National Identities, vol. 4, no 3, November 2002, pp. 223–244
- Gonzalo Garland. Spain: from Transition to modern times, Instituto de Empresa, 2010.
- Gil Pecharromán, Julio. Con permiso de la autoridad. La España de Franco (1939–-1975) (spanish nyelven). Madrid: Temas de Hoy (2008). ISBN 978-84-8460-693-2
- Richard Gunther ed. Politics, Society, and Democracy: The Case of Spain. Boulder, Co.: Westview.
- José-Francisco Jiménez-Díaz & Santiago Delgado-Fernández -Editors-: Political Leadership in the Spanish Transition to Democracy (1975–1982). Nueva York: Nova Science Publishers, 2016 (Series: Political Leaders and Their Assessment).
- Juliá, Santos. Un siglo de España. Política y sociedad (spanyol nyelven) (1999). ISBN 84-9537903-1
- Paul Preston. The Triumph of Democracy in Spain. London: Routledge, 2001.
- Preston, Paul. Juan Carlos. El Rey de un pueblo (spanish nyelven). Barcelona: Plaza & Janés (2003). ISBN 84-01-37824-9
- Ruiz, David. La España democrática (1975–2000). Política y sociedad (spanish nyelven). Madrid: Síntesis (2002). ISBN 84-9756-015-9
- Simon, János. A demokratikus átmenet Spanyolországban (1977-1982) (magyar nyelven). Budapest: Villányi úti Konferencia Központ-Szabadegyetem Alapítvány (1996). ISBN 963-7580-11-5
- Szilágyi, István. Demokratikus átmenet és konszolidáció Spanyolországban (magyar nyelven). Budapest: Napvilág Kiadó (1996). ISBN 963855570X
- Tusell, Javier. La transición española. La recuperación de las libertades (spanish nyelven). Temas de Hoy: Madrid (1977). ISBN 84-7679-327-8
- Javier Tusell. Spain: From Dictatorship to Democracy. London: Blackwell, 2007.
- Historia de un Cambio (spanyol nyelven). Retrieved on August 24, 2006.